# Gadi Kinda
Gadi Kinda – em hebraico, גדי קינדה (Adis Abeba, 23 de março de 1994 – Haifa, 20 de maio de 2025) foi um futebolista israelense que jogava como meia-atacante. Nascido na Etiópia, representou a Seleção Israelense em jogos internacionais.

## Carreira em clubes
Revelado no FC Ashdod, se profissionalizou em 2011 e alternou entre os times principal e de base até 2014. Em fevereiro de 2019, foi contratado pelo Beitar Jerusalém, onde venceu a Toto Cup de 2019–20, único título do meia-atacante em sua carreira profissional.
Em janeiro de 2020, foi emprestado ao Sporting Kansas City por uma temporada, com opção de compra ao final do período, estreando 1 mês depois, contra o Vancouver Whitecaps, em jogo que terminou com vitória do SKC por 3 a 1. Após a temporada, Kinda foi contratado em definitivo pelo Sporting Kansas City
Fora da temporada 2022 devido a uma operação para reconstruir a cartilagem do joelho esquerdo, Kinda não teve sua vaga de jogador designado preenchida por outros atletas e deixou o Sporting Kansas City em 2023 para defender o Maccabi Haifa, onde atuou por um ano.

## Carreira internacional
Nascido na Etiópia, Kinda jogou pelas seleções de base de Israel, fazendo sua estreia em junho de 2021, num amistoso contra Montenegro, marcando também seu primeiro gol na vitória por 3 a 1.

## Morte
Kinda faleceu em 20 de maio de 2025, aos 31 anos. O Maccabi Haifa havia publicado uma nota que o meia-atacante "enfrentava uma batalha médica complexa" para tratar um grave problema de saúde não divulgado.

## Títulos
Beitar Jerusalém
- Toto Cup: 2019–20